# Leucoperichaetium eremophilum
Espèce
Statut de conservation UICN

 VU D2 : Vulnérable
Leucoperichaetium eremophilum est une espèce de plantes de la famille des Grimmiaceae.

## Publication originale
- Flora of Southern Africa, Bryophyta 1: 273. f. 81: 1–18. 1981[1982].